# Chiesa di San Nicolò (Venezia, Lido)

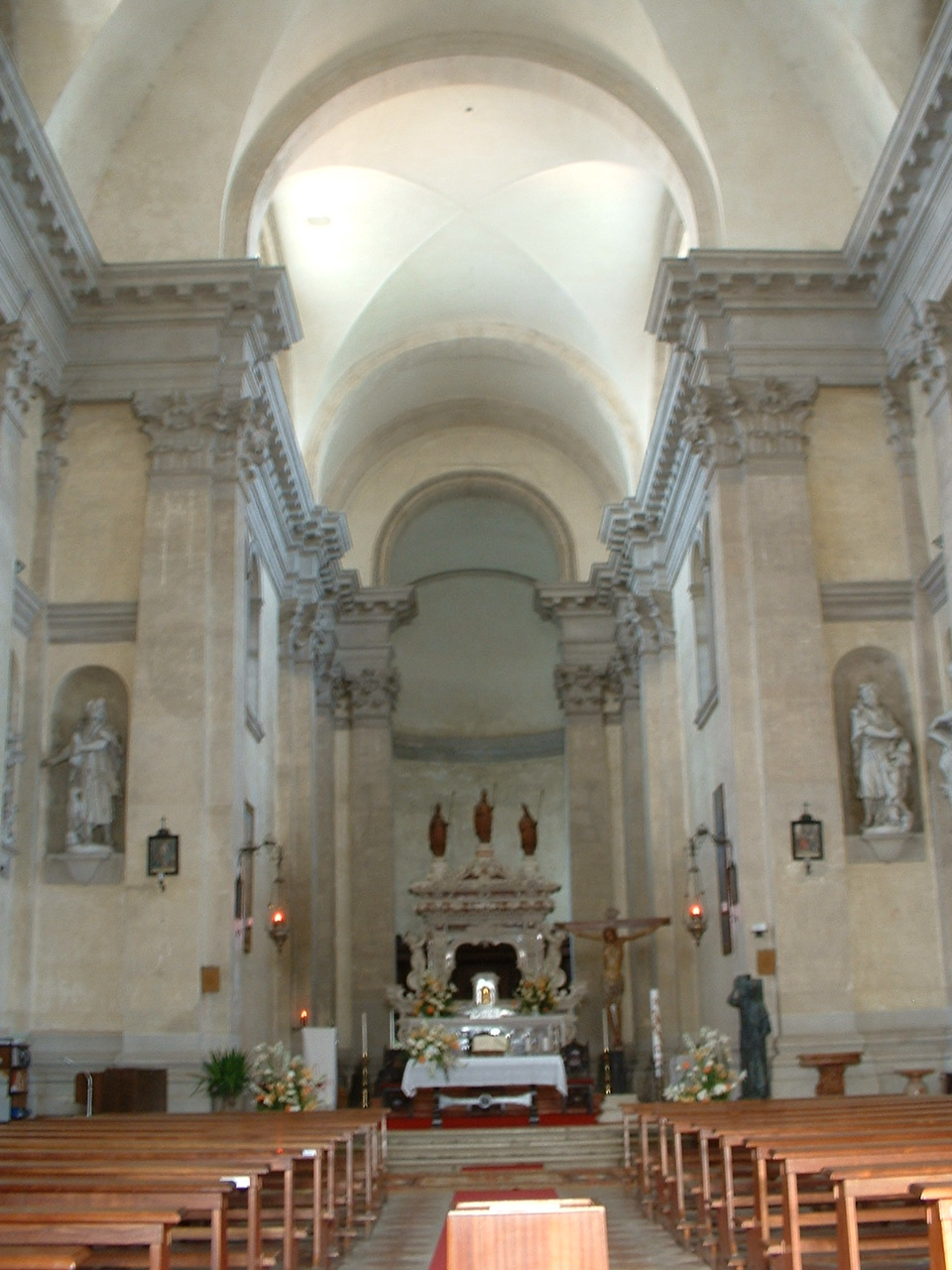
L'interno della chiesa.

La chiesa ed abbazia di San Nicolò (vulgo San Nicoléto) è un luogo di culto cattolico della città di Venezia, situato nella parte settentrionale del Lido di Venezia, non lontano dalla bocca di porto del Lido. 
Nella chiesa sono conservate parti delle reliquie del celebre san Nicola, altrimenti noto come San Nicola da Myra o san Nicola Magno. L'altra metà di queste si trovano nella basilica di San Nicola a Bari.
Ai tempi della Repubblica di Venezia, qui veniva celebrata la messa solenne di ringraziamento al termine della celebre cerimonia dello sposalizio del Mare, durante la Festa della Sensa. Da qui partiva il naviglio veneziano e qui veniva data la benedizione. Il luogo era, al tempo della Repubblica, zona militare d'esercitazione e vi stanziavano i Fanti da Mar.
Prima di questa chiesa, rifatta nel XVII secolo, c'era un'altra chiesa, arretrata di circa 100-150 metri, di origine bizantina, oggi parzialmente sepolta. Una piccola parte è visibile dal chiostro.

## Storia
Il convento e la chiesa, già presenti alla nascita di Venezia, sorgevano in un punto strategico per la nascente potenza veneziana, in corrispondenza del principale accesso al mare.
Il monastero e la chiesa, secondo una leggenda, furono fondati dalla famiglia Zancaruol.
Da qui, nel 996 e nel 998, salparono le prime spedizioni contro i pirati Narentani e Dalmati e. sempre da qui, il 9 maggio dell'anno 1000, la flotta guidata dal doge Pietro II Orseolo prese il largo per l'impresa che portò alla sottomissione della Dalmazia, impresa ricordata nella Sensa.
Nel 1071 vi si svolsero i funerali del doge Domenico I Contarini, essendo la basilica di San Marco in costruzione. Al termine della cerimonia, la folla radunata sulla spiaggia di fronte chiamò a succedergli Domenico Silvo.
Nel 1099, sempre dal porto, partì per l'Oriente la partecipazione veneziana alla Prima Crociata, guidata dal vescovo di Olivolo Enrico Contarini e da Giovanni, figlio del doge Vitale I Michiel.
Nel 1100 venne qui deposta una parte del corpo di san Nicolò, patrono dei naviganti, cui già la chiesa era dedicata, trafugate da Myra di Licia e passate per Mira, sulle rive del Brenta, località ancor oggi a lui devota. A Bari buona parte delle reliquie era già giunta nel 1087, consacrate poi nel sepolcro da papa Urbano II in persona.
San Nicolò fu proclamato protettore della flotta veneziana.

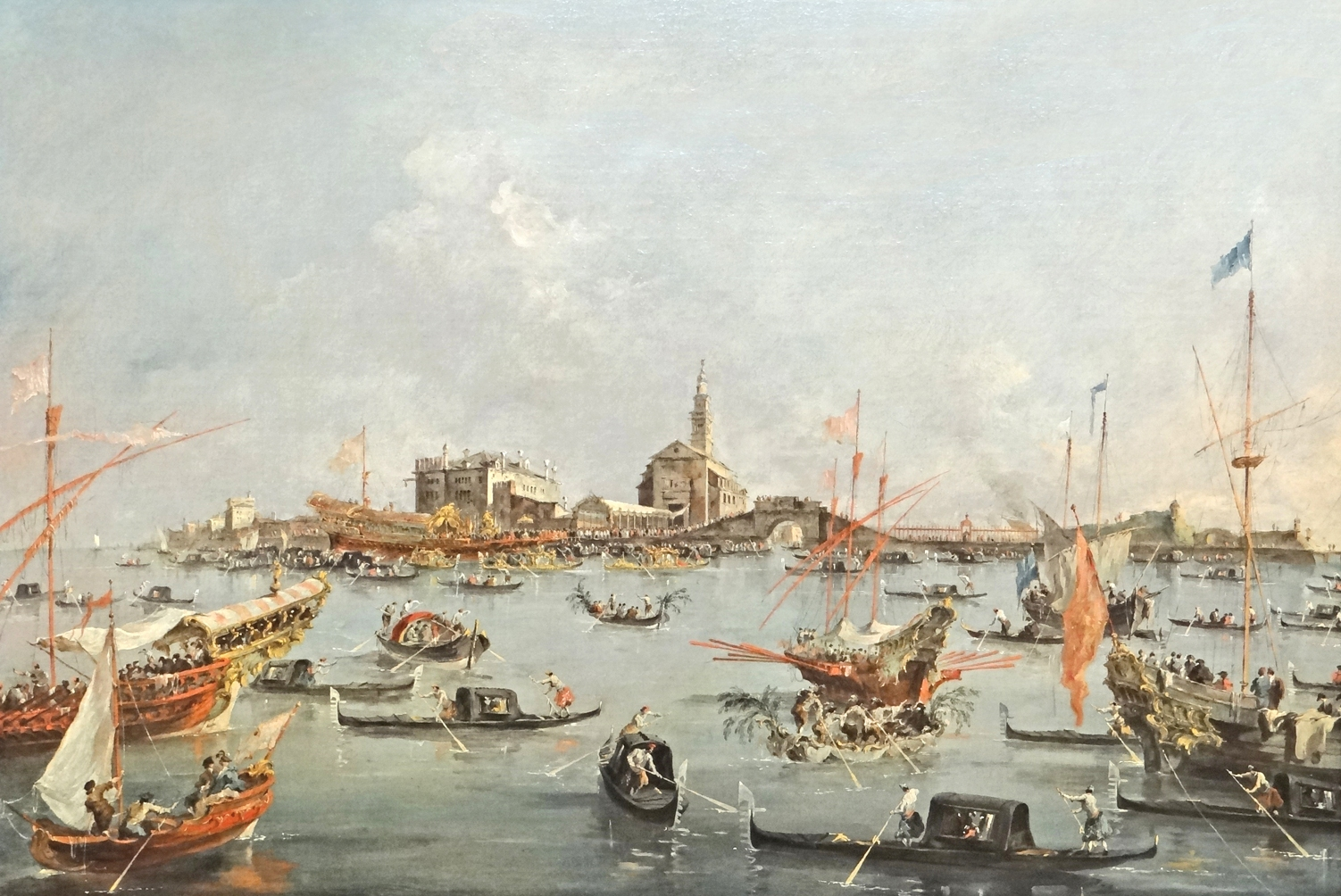
Chiesa e Ponte di San Nicolo nel XVIII secolo.

Nel 1101 rientrava infine al Lido la spedizione crociata. Nel 1202 da qui partirono le forze della quarta crociata. Nel 1245 venne sepolto qui Salinguerra II dei Torelli, nobiluomo di fazione ghibellina, che resse la città di Ferrara per molti anni e che ne contese il primato alla stirpe Estense.
Verso la fine del 1100 la chiesa di S. Nicolò ebbe come rettori Domenico Contarini, Domenico Baffo (o Basso), Giovanni Balbo e Giovanni Signolo. La chiesa era proprietaria di vasti appezzamenti di terra nel quartiere veneziano di Costantinopoli.
Nel 1133 il patriarca Pellegrino donò il possedimento del monastero di San Pietro di Montrino di Buie.
Nel 1623 le reliquie di San Nicolò vennero traslate dalla chiesa al monastero per consentire la costruzione del nuovo edificio, prima di essere nuovamente collocate al di sotto dell'altare maggiore.
Dopo la soppressione dei monaci benedettini nel 1770, il monastero fu riaperto dai Francescani.

## Descrizione
La chiesa è a navata unica; il convento ed il chiostro risalgono al XVI secolo, ma risultano di fondazione molto più antica. Il campanile è invece in stile barocco, eretto tra il 1626 e il 1629. Sulla facciata della basilica svetta, al di sopra del portale, la statua del doge Domenico Contarini, benefattore del convento. All'interno, opere di Palma il Vecchio (Madonna con il Putto) e di Palma il Giovane (San Giovannino).

## Campane
Il campanile ospita un concerto di 3 campane a battaglio cadente in Lab3 calante ed un sonello a slancio in Lab4 e tutte insieme queste campane eseguono:
- la distesa del campanone a mezzogiorno, alla mattina e alla sera per L'Ave Maria;
- la campana minore per la messa feriale;
- il plenum con tutte e 3 le campane (il sonello non suona mai assieme al concerto).

Dal 2009, le campane cinquecentesche dell'antica basilica di San Nicola, che il 18 ottobre 1571 suonarono la vittoria a Lepanto, sono esposte presso l'entrata della chiesa.

## Le reliquie di San Nicola di Bari
Il possesso delle reliquie di San Nicola-San Nicolò è stato a lungo conteso tra Venezia e Bari. 
Le prime ricognizioni dei sepolcri sono state effettuate in epoca recente: la prima in assoluto a Bari nel 1953, alla presenza di una commissione pontificia, ad opera del prof. Luigi Martino, professore di anatomia umana e normale all'Università di Bari. Un'ulteriore ricognizione è stata effettuata il 17 settembre del 1992, sempre ad opera di Martino, che ha affermato che le reliquie sono divise fra le due città: Bari possiede i frammenti ossei di maggiori dimensioni, mentre Venezia i frammenti più minuti.
La presenza delle reliquie a Venezia è poco nota, quindi la chiesa non è, come quella di Bari, meta di pellegrinaggi, specie da parte di Russi Ortodossi, per i quali Nicolò ha un'importanza fondamentale (è fra l'altro, il santo patrono della Russia, oltre che della Grecia).